# Pierre d'Ōya

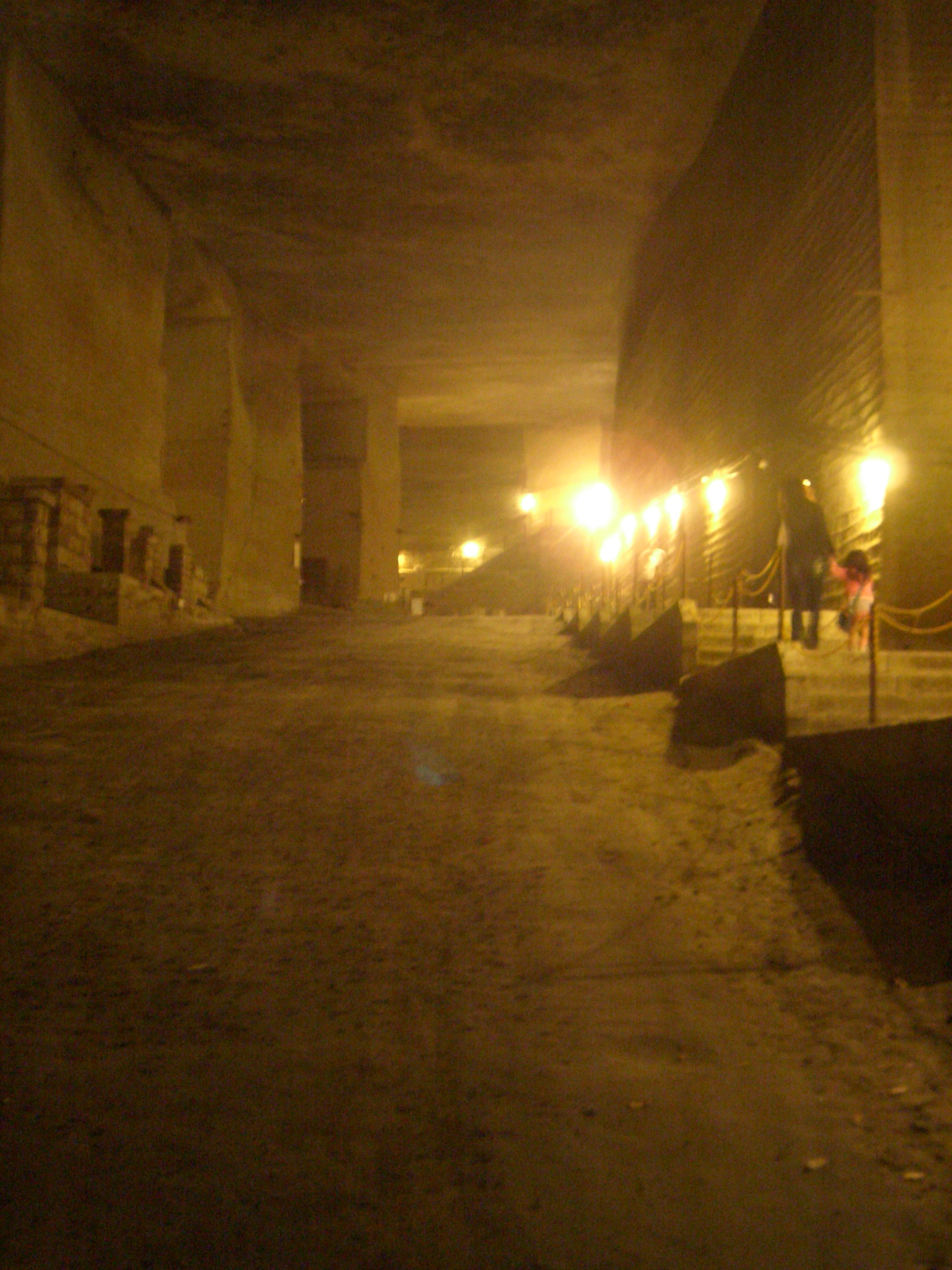
Intérieur d'une carrière.

La pierre d'Ōya (大谷石, Ōya-ishi) est une roche ignée, créé à partir de lave et de cendres, rendue fameuse par l'usage qui en a été fait pour la façade de l'Hôtel impérial réalisé par Frank Lloyd Wright à Tokyo. Une des raisons pour lesquelles cette pierre a été utilisée est parce qu'elle possède une texture chaude et peut facilement être sculptée, ce qui permet beaucoup de polyvalence. Ignifuge, la pierre d'Ōya peut avoir différentes couleurs.
La pierre d'Ōya ne se trouve que dans une zone de 4 km d'est en ouest par 6 km du nord au sud autour de la ville d'Ōya près d'Utsunomiya dans la préfecture de Tochigi où il s'en trouve des réserves de quelque 600 millions de tonnes.